# Chery Riich 2
La Chery Riich 2 est un genre de monospace utilitaire lancé en juillet 2007. Ses lignes ressemblent vaguement au Renault Trafic.